# 紀伊山田駅
紀伊山田駅（きいやまだえき）は、和歌山県橋本市神野々（このの）にある、西日本旅客鉄道（JR西日本）和歌山線の駅である。事務管コードは▲621815。

## 歴史
- 1952年（昭和27年）10月1日：日本国有鉄道（国鉄）和歌山線の橋本駅 - 高野口駅間に新設開業[1]。
- 1987年（昭和62年）4月1日：国鉄分割民営化により、西日本旅客鉄道の駅となる[1]。
- 2020年（令和2年）3月14日：ICカード「ICOCA」が利用可能となる[3]。ICカード専用簡易改札機で対応（出場用のみ）。

## 駅構造

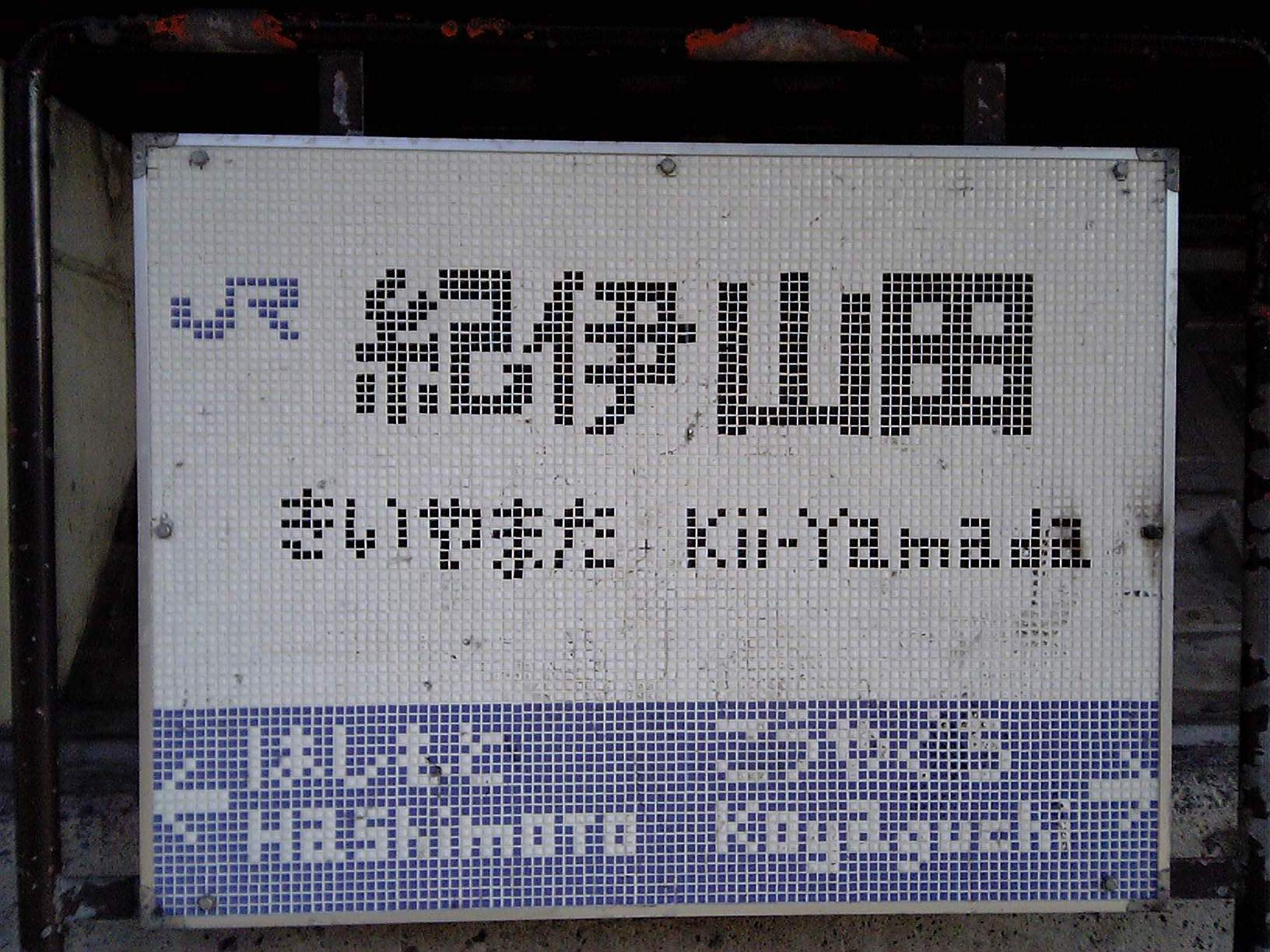
駅名標（2010年2月・タイル壁画）

和歌山方面に向かって左側に配置された単式ホーム1面1線のみの地上駅（停留所）。国道24号と並行しているが、線路は掘割で一段低くなっているため、道路から直接ホームへ降りる構造になっている。駅舎と呼べる構造物はないが、道路と同じ高さにある駐輪場がホームの一部を覆う形となっているため、屋根の役割を果たしている。またホームの入口には上屋もあり、自動券売機が設置されている。橋本駅管理の無人駅。
駅の雰囲気を向上させるため、ホームには紀北工業高校の生徒が2004年に寄贈したモザイク調のタイル壁画がある。この中には駅名標もあり、モザイクであるもののJR西日本の駅名標に準じたデザインとなっている。
当駅は棒線構造のため、和歌山方面行きと五条方面行きの双方が同一ホームを共有する。
2020年3月14日のダイヤ改正で当駅でもICOCA等の交通系ICカードが利用できるようになったが、設置されているのは、車内でタッチができなかった場合に利用できる出場用のICカード専用簡易改札機であり、入場の際には電車内でタッチする必要がある。

## 利用状況
1日の平均乗車人員は以下の通りである。
| 年度               | 1日平均 乗車人員 |
| ------------------ | ---------------- |
| 1998年（平成10年） | 839              |
| 1999年（平成11年） | 831              |
| 2000年（平成12年） | 832              |
| 2001年（平成13年） | 804              |
| 2002年（平成14年） | 702              |
| 2003年（平成15年） | 691              |
| 2004年（平成16年） | 708              |
| 2005年（平成17年） | 678              |
| 2006年（平成18年） | 674              |
| 2007年（平成19年） | 679              |
| 2008年（平成20年） | 700              |
| 2009年（平成21年） | 633              |
| 2010年（平成22年） | 654              |
| 2011年（平成23年） | 674              |
| 2012年（平成24年） | 674              |
| 2013年（平成25年） | 686              |
| 2014年（平成26年） | 670              |
| 2015年（平成27年） | 693              |
| 2016年（平成28年） | 672              |
| 2017年（平成29年） | 653              |
| 2018年（平成30年） | 644              |
| 2019年（令和元年） | 595              |
| 2020年（令和02年） | 564              |
| 2021年（令和03年） | 493              |
| 2022年（令和04年） | 473              |

通学時の学生利用が多く、2両編成の電車がこの駅で満員になることもある。

## 駅周辺
- 照光寺
- 光三宝荒神社
- 和歌山県立紀北工業高等学校
- ホテルルートイン橋本
- 南海電鉄高野線学文路駅（南へ約2km）

### バス路線
駅東の国道24号沿いに「紀伊山田駅前」停留所があり、下記の各路線が発着する。
橋本市コミュニティバス
- 東西幹線
  - 橋本駅前 行き
  - 高野口駅前 行き

橋本市デマンドタクシー
- 吉原線
  - 吉原、御幸辻駅前経由 御幸辻駅筋 行き
  - やっちょん広場 行き
- 山田・出塔線
  - 出塔、御幸辻駅前経由 御幸辻駅筋 行き
  - やっちょん広場 行き

## 隣の駅
西日本旅客鉄道（JR西日本）
 和歌山線
■快速（粉河駅以東各駅停車）・■普通
橋本駅 - 紀伊山田駅 - 高野口駅

#### 本文中の出典
1. 1 2 3  曽根悟（監修） 著、朝日新聞出版分冊百科編集部 編『週刊 歴史でめぐる鉄道全路線 国鉄・JR』 42号 阪和線・和歌山線・桜井線・湖西線・関西空港線、朝日新聞出版〈週刊朝日百科〉、2010年5月16日、20-21頁。
2. ↑  日本国有鉄道旅客局(1984)『鉄道・航路旅客運賃・料金算出表 昭和59年４月20日現行』。
3. ↑  『2020年春ダイヤ改正について』（PDF）（プレスリリース）西日本旅客鉄道和歌山支社、2019年12月13日。オリジナルの2021年1月4日時点におけるアーカイブ。2021年1月8日閲覧。
4. 1 2  “駅舎もない無人駅のホームに並ぶアート作品”. 珍鉄（CHINTETSU）. ～古今東西～風変わりな駅を訪ねて.   表示灯株式会社. 2022年10月11日閲覧。
5. ↑  『和歌山県統計年鑑』及び『和歌山県公共交通機関等資料集』
6. ↑  “コミュニティバス・デマンドタクシー時刻表／橋本市”. 2023年4月4日閲覧。

#### 利用状況の出典
和歌山県統計年鑑
1. ↑  “和歌山県統計年鑑（平成12年度刊行） 11 鉄道輸送” (xls).   和歌山県 (2000年). 2022年3月5日閲覧。
2. ↑  “和歌山県統計年鑑（平成13年度刊行） 11 鉄道輸送” (xls).   和歌山県 (2001年). 2022年3月5日閲覧。
3. ↑  “和歌山県統計年鑑（平成14年度刊行） 11 鉄道輸送” (xls).   和歌山県 (2002年). 2022年3月5日閲覧。
4. ↑  “和歌山県統計年鑑（平成15年度刊行） 11 鉄道輸送” (xls).   和歌山県 (2003年). 2022年3月5日閲覧。
5. ↑  “和歌山県統計年鑑（平成16年度刊行） 11 鉄道輸送” (xls).   和歌山県 (2004年). 2022年3月5日閲覧。
6. ↑  “和歌山県統計年鑑（平成17年度刊行） 11 鉄道輸送” (xls).   和歌山県 (2005年). 2022年3月5日閲覧。
7. ↑  “和歌山県統計年鑑（平成18年度刊行） 11 鉄道輸送” (xls).   和歌山県 (2006年). 2022年3月5日閲覧。
8. ↑  “和歌山県統計年鑑（平成19年度刊行） 11 鉄道輸送” (xls).   和歌山県 (2007年). 2022年3月5日閲覧。
9. ↑  “和歌山県統計年鑑（平成20年度刊行） 11 鉄道輸送” (xls).   和歌山県 (2008年). 2022年3月5日閲覧。
10. ↑  “和歌山県統計年鑑（平成21年度刊行） 11 鉄道輸送” (xls).   和歌山県 (2009年). 2022年3月5日閲覧。
11. ↑  “和歌山県統計年鑑（平成22年度刊行） 11 鉄道輸送” (xls).   和歌山県 (2010年). 2022年3月5日閲覧。
12. ↑  “和歌山県統計年鑑（平成23年度刊行） 11 鉄道輸送” (xls).   和歌山県 (2011年). 2022年3月5日閲覧。
13. ↑  “和歌山県統計年鑑（平成24年度刊行） 11 鉄道輸送” (xls).   和歌山県 (2012年). 2022年3月5日閲覧。
14. ↑  “和歌山県統計年鑑（平成25年度刊行） 11 鉄道輸送” (xls).   和歌山県 (2013年). 2022年3月5日閲覧。
15. ↑  “和歌山県統計年鑑（平成26年度刊行） 11 鉄道輸送” (xls).   和歌山県 (2014年). 2022年3月5日閲覧。
16. ↑  “和歌山県統計年鑑（平成27年度刊行） 11 鉄道輸送” (xls).   和歌山県 (2015年). 2022年3月5日閲覧。
17. ↑  “和歌山県統計年鑑（平成28年度刊行） 11 鉄道輸送” (xls).   和歌山県 (2016年). 2022年3月5日閲覧。
18. ↑  “和歌山県統計年鑑（平成29年度刊行） 11 鉄道輸送” (xls).   和歌山県 (2017年). 2022年3月5日閲覧。
19. ↑  “和歌山県統計年鑑（平成30年度刊行） 11 鉄道輸送” (xls).   和歌山県 (2018年). 2022年3月5日閲覧。
20. ↑  “和歌山県統計年鑑（令和元年度刊行） 11 鉄道輸送” (xls).   和歌山県 (2019年). 2022年3月5日閲覧。
21. ↑  “和歌山県統計年鑑（令和2年度刊行） 11 鉄道輸送” (xls).   和歌山県 (2020年). 2022年3月3日閲覧。
22. ↑  “和歌山県統計年鑑（令和3年度刊行） 11 鉄道輸送” (xlsx).   和歌山県 (2021年). 2024年7月15日閲覧。
23. ↑  “和歌山県統計年鑑（令和4年度刊行） 11 鉄道輸送” (xlsx).   和歌山県 (2022年). 2024年7月15日閲覧。
24. ↑  “和歌山県統計年鑑（令和5年度刊行） 11 鉄道輸送” (xlsx).   和歌山県 (2023年). 2024年7月15日閲覧。

統計要覧はしもと
1. ↑  “統計要覧はしもと（2013年度版） 運輸・通信・観光 19.鉄道” (pdf).   橋本市 (2013年). 2022年3月5日閲覧。